# Orthosplanchnus arcticus
Orthosplanchnus arcticus är en plattmaskart. Orthosplanchnus arcticus ingår i släktet Orthosplanchnus och familjen Campulidae. Inga underarter finns listade i Catalogue of Life.